# 鼓楼街道 (麻城市)
鼓楼街道，是中华人民共和国湖北省黄冈市麻城市下辖的一个乡镇级行政单位。

## 行政区划
鼓楼街道下辖以下地区：
鼓楼社区、杨基塘社区、朝圣门社区、桃园社区、小河头村、凉亭村、马箭厂村、枫树湾村、高山咀村、红石咀村、望城岗村、王家岗村、甘家岗村、七里岗村、沈家庄村和栗子园村。